# Pinguicula planifolia
Espèce
Classification phylogénétique
Pinguicula planifolia est une espèce de plantes à fleur de la famille des Lentibulariaceae. C'est une plante carnivore aquatique originaire du Sud-Est des États-Unis. 

## Description
Elle est de couleur rose clair. Elle mesure 15 cm de diamètre. Elle possède des feuilles elliptiques pointues.

## Répartition et habitat
Cette plante se rencontre dans son milieu naturel dans le Sud-Est des États-Unis (Alabama, Floride, Georgie, Mississippi).
Elle apprécie les savanes marécageuses, les fossés et les sables tourbeux. Elle vit uniquement dans des climats tropicaux à subtropical qui sont humides.

## Parasites et maladies
Les parasites et maladies sont surtout les pucerons.[réf. nécessaire]

## Systématique
Le nom correct complet (avec auteur) de ce taxon est Pinguicula planifolia Chapm..